# Przewodniczący Senatu Stanów Zjednoczonych

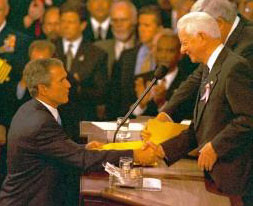
Przewodniczący pro tempore Robert Byrd przewodniczył połączonej sesji obu izb wraz ze spikerem Izby Reprezentantów Dennisem Hastertem w 2001

Termin Przewodniczącego Senatu Stanów Zjednoczonych (ang. Presiding Officer of the United States Senate, lub President of the United States Senate) odnosi się do osoby, która przewodniczy obradom izby wyższej Kongresu Stanów Zjednoczonych.
Zgodnie z literą konstytucji „stałym” przewodniczącym Senatu jest wiceprezydent Stanów Zjednoczonych. Jednakże nie jest on członkiem tej izby (czyli jednym z senatorów). W związku z tym nie przysługuje mu prawo głosu, poza rzadkimi, aczkolwiek mającymi czasem miejsce, sytuacjami, kiedy podział głosów jest równy. Wtedy to wiceprezydent oddaje decydujący (tie-break vote).
W zdecydowanej większości przypadków wiceprezydenci nie przewodniczą sesjom senatu, poza szczególnymi okazjami (połączone sesje, choć i to nie zawsze, pierwsze posiedzenia), ponieważ zajęci są swoimi innymi obowiązkami.
Konstytucja przewidziała utworzenie urzędu przewodniczącego pro tempore Senatu, który jest wybierany spośród senatorów. Od lat 50. XX wieku jest nim najstarszy stażem członek partii posiadającej większość, przez co jest najwyższym rangą senatorem. Mimo iż często wymienia się tę funkcję jako ceremonialną, czasami wręcz synekurę, to jednak to on jest raczej właściwym przewodniczącym tej izby. Poza tym uchodzi za czwartą osobę w państwie, gdyż uplasowano go na trzecim miejscu w linii sukcesji prezydenckiej (po wiceprezydencie oraz spikerze Izby).
Jednakże przez znaczny okres, często nawet przez jego większość, obradami nie kieruje ani wiceprezydent, ani przewodniczący pro tempore, tylko delegowani do tego inni senatorowie (zazwyczaj każdy przez godzinę obrad). Od lat 70. XX wieku są to wyłącznie członkowie klubu większości.
Rola przewodniczącego obradom polega m.in. na udzielaniu głosu poszczególnym senatorom, ustalaniu porządku obrad oraz czuwaniu nad przestrzeganiem regulaminu.